# La papessa Giovanna (film)
La papessa Giovanna (Pope Joan) è un film del 1972 diretto da Michael Anderson.

## Soggetto
Basato su di una leggenda medievale sulla Papessa Giovanna, narra la storia di una donna inglese, educata a Magonza e vestita in abiti maschili che, a causa della natura convincente del suo travestimento, diventa un monaco con il nome di Johannes Anglicus. Viene eletta dopo la morte di Papa Leone IV (17 luglio 855) in un'epoca in cui l'investitura del papa avveniva in modo fortuito, prendendo il nome di Giovanni VIII.
La papessa non pratica l'astinenza sessuale e rimane incinta di uno dei suoi tanti amanti. Durante la solenne processione di Pasqua, nella quale il Papa fa ritorno al Laterano dopo aver celebrato messa in San Pietro, quando il Corteo Papale era nei pressi della basilica di San Clemente, la folla entusiasta si stringe attorno al cavallo che portava il Pontefice. Il cavallo reagisce, quasi provocando un incidente. Il trauma dell'esperienza provoca un parto prematuro.
Scopertone il segreto, la papessa Giovanna viene fatta trascinare per i piedi da un cavallo, attraverso le strade di Roma, e lapidata a morte dalla folla inferocita nei pressi di Ripa Grande.

## Altre versioni
Nel 2009 viene realizzato il film La papessa, basato sul romanzo di Donna Woolfolk Cross (1996).